# Jürgen Trumpf
Jürgen Trumpf (født 8. juli 1931, død 13. maj 2023) var en tysk diplomat og klassisk filolog, der fra 1994 til 1999 var generalsekretær for Rådet for Den Europæiske Union. Som den første besad han desuden posten som EU's høje repræsentant for den fælles udenrigs- og sikkerhedspolitik fra maj til oktober 1999.
Trumpf læste klassisk filologi og orientalistik ved universiteterne i Köln, Innsbruck og Athen. I 1956 blev han dr.phil fra Universität zu Köln. Derefter trådte han ind i diplomatiet og begyndte som attaché i Kairo.
Siden steg han til tops i EU-systemet og var fra 1994 til 1999 generalsekretær for Rådet for Den Europæiske Union og ligeledes EU's høje repræsentant for den fælles udenrigs- og sikkerhedspolitik fra maj til oktober 1999.